# Międzynarodowe Towarzystwo Fonetyczne
Międzynarodowe Towarzystwo Fonetyczne (ang. International Phonetic Association – IPA, fr. L'Association Phonétique Internationale; początkowo Dhi Fonètik Tîtcerz' Asóciécon) – stowarzyszenie powstałe w 1886 roku w Paryżu, z inicjatywy grupy nauczycieli języków z Wielkiej Brytanii, Francji, Danii oraz Niemiec. Jego celem jest szerzenie wiedzy na temat fonetyki jako dyscypliny naukowej oraz promowanie różnych praktycznych zastosowań tej nauki. W tym celu towarzystwo opracowało i propaguje międzynarodowy alfabet fonetyczny.